# 白南雲

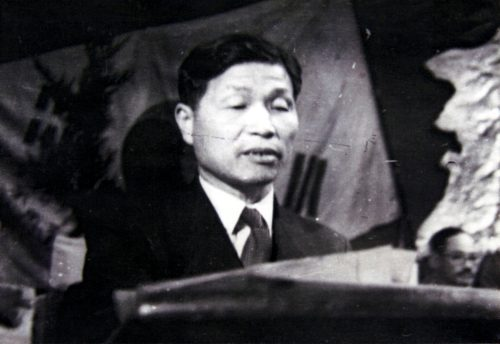
白南雲

白南雲（백남운，1894年2月11日—1979年6月21日），北韓政治家，國內派人，官至教育部部長、最高人民會議議長及祖國統一民主主義戰線委員長。同時，他也是一名專門研究朝鮮半島經濟史的學者。

## 生平
白南雲出生於全羅北道高敞郡一個貧窮的家庭。1925年，他在東京商業大學（現一橋大學）畢業。在大學求學期間，他師從高田保马，接觸馬克思主義，並因而成為共產黨員。之後，他到延禧専門學校（現延世大學）擔當教職，又從事朝鮮半島經濟史的研究工作。1938年，他離開教職，並從事社會主義活動，因而在1940年被日本殖民地政府收監。
1945年8月，日本投降，二戰結束，獲釋的白南雲轉到京城帝國大學（現首爾大學）當教授。1946年，他開始從政。在這一年，他先後成為朝鮮獨立同盟（新民黨前身之一）的京城特別委員會會長、南朝鮮新民黨中央委員會委員長。翌年，他又當選為勤勞人民黨（南朝鲜劳动党的前身）。
1948年，白南雲來到北韓。期間，他在最高人民會議選舉中當選為代議員，又被委任為教育部部長。1952年，他兼任朝鮮社會科學院院長。1953年，游擊隊派和國內派的權力鬥爭升溫，加上游擊隊派領袖金日成在黨內逐漸得勢，國內派開始受到打壓。同年，國內派的首領李承燁被指意圖發動政變而被處決，多名成員也被捲入其中。然而，考慮到白南雲有較高的教育水平，有利用價值，他因而沒有遭到肅清，反而被加入重用。1961年，他成為為最高人民會議常任委員會副委員長。1969年晉升最高人民會議議長。1974年獲委任為祖國統一民主主義戰線委員長。
1979年6月21日離世。

## 家庭
據悉，白南雲至少育有一子，從事對南工作。2011年，他的孫兒因逃避肅清而逃亡到南韓。

## 資料來源
1. 1 2 3 4 5  .   [2013-12-20]. （原始内容存档于2013-12-20）.
2. 1 2 3  "历史回顧：金日成開展的党內鬥爭" 《多維新聞》 2012 9 14
3. ↑  "韓国へ移送された脱北者の１人、“元最高人民会議議長の孫”か" 《中央日報》日語版 2011 10 5